# The Hyènes
The Hyènes est un groupe français de rock. Il est formé en 2005. Il est constitué d'Olivier Mathios, Vincent Bosler, Jean-Paul Roy (remplacé en 2019 par Luc Robène), Denis Barthe (anciens membres de Noir Désir) et Guillaume Schmidt. Pendant son existence, le groupe joue sur scène comme au Musique en stock, Vieilles Charrues, le RBFC de Cali et les frères Cantona, Guitares en Scène et Musicalarue.

## Histoire

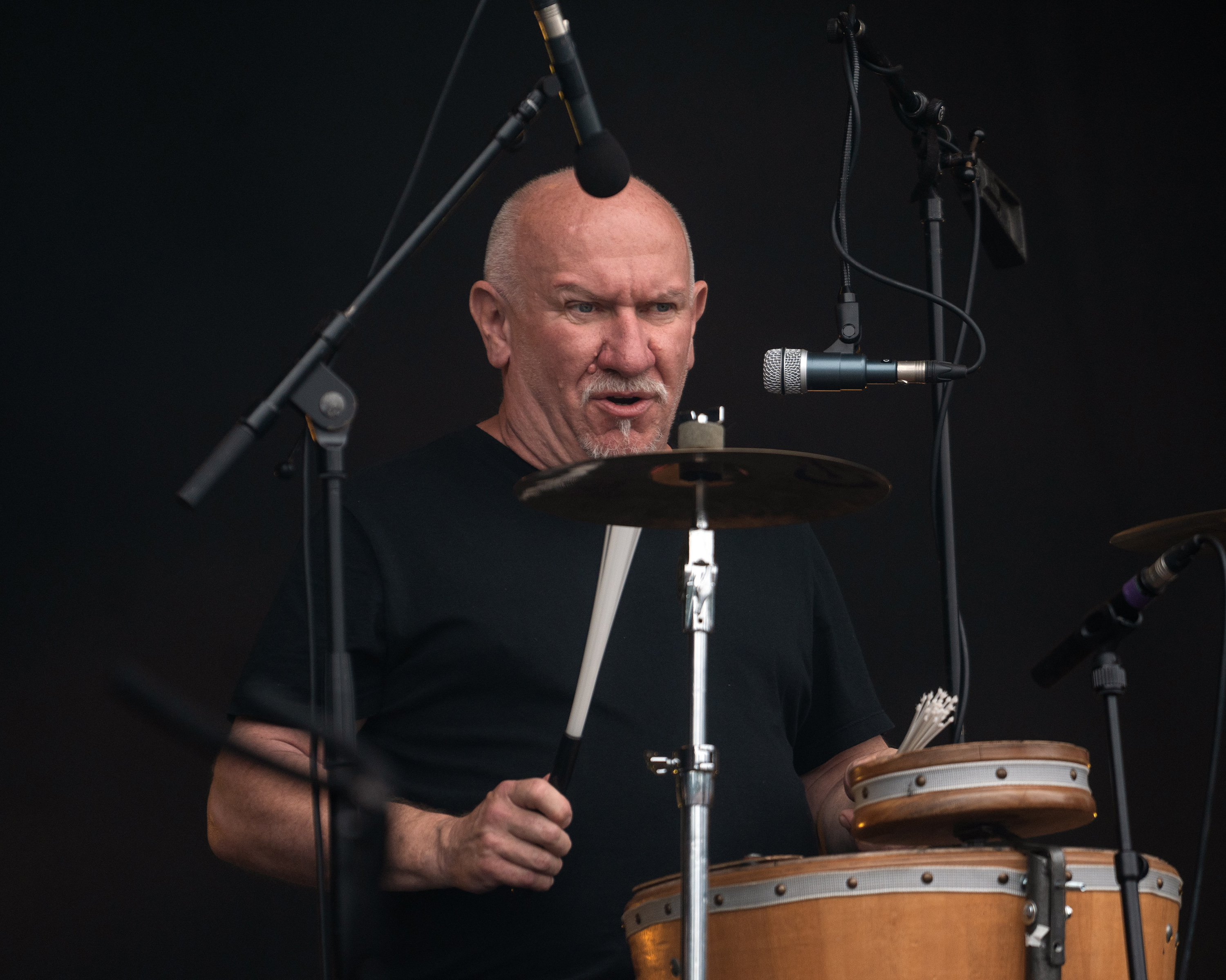
Denis Barthe, 2024.

En 2005, Denis Barthe est contacté par Albert Dupontel pour participer à la bande originale du film Enfermés dehors. Denis contacte à son tour deux amis pour l'accompagner dans cette tâche : Jean-Paul Roy et Vincent Bosler. Au moment de signer cette bande-son, les trois musiciens cherchent un nom de groupe. Ils choisissent le nom Les Hyènes, pour « faire marrer » Albert, en référence à la fameuse tirade du film Bernie : « La Hyène est un animal très important dont on ne parle jamais. Il vaut mieux être ami avec une hyène qu'avec des vrais amis... »
Le « The » accolé au nom du groupe, en plus du décalage humoristique, viendra plus tard pour se distinguer du groupe de punk périgourdin VNR et les Hyènes (à l'époque simplement Les Hyènes).
Le projet musical devait en rester là. Pourtant, à la suite de la sortie du film, Denis commence à recevoir des propositions de concerts. Le groupe répond qu'il ne joue pas puisqu'il n'existe pas. Après quelques refus, les trois amis finissent par accepter, pour le plaisir, n'ayant « rien à vendre, […] tout à donner [et] pas de pression ». Denis et Jean-Paul, également membres de Noir Désir, ont en outre envie de remonter sur scène, étant en pause depuis l'incarcération en 2003 de Bertrand Cantat, chanteur du groupe. C'est à Nantes en 2006 qu'a lieu le premier concert des Hyènes. Lors de ses concerts, le groupe invite parfois Cali, Olivia Ruiz, Petit Vodo ou Mathias Malzieu. En 2009, le groupe sort un premier album éponyme et auto-produit, en vente uniquement à ses concerts et par correspondance.
En janvier 2012, The Hyènes signe avec le label At(h)ome et Mélodyn productions. Le groupe entre en studio au mois de mars et c'est Ted Niceley (Noir Désir, Fugazi, Girls Against Boys) qui est choisi pour la réalisation des onze chansons du nouvel album Peace and Loud, à paraître le 24 septembre 2012 chez At(h)ome,. Avant la sortie de l'album, le groupe fait paraître un clip intitulé Nazillon de nuit, dont le titre parle de lui même.  
En 2014, le groupe enregistre la bande originale d'un BD concert imaginé par Thierry Murat et Rascal et intitulée Au vent mauvais (édité par Futuropolis). Il fait l'objet d'une tournée d'une centaine de dates en deux ans et, en novembre 2015, Au vent mauvais sort sous forme de CD en réédition spéciale de la bande dessinée. En 2019 Luc Robène remplace Jean-Paul Roy à la guitare. En 2020 le groupe publie son troisième album, Verdure sur le Label Upton Park. En 2021, le saxophoniste Guillaume SCHMIDT rejoint l'équipe après avoir participé à plusieurs albums studio (Enfermés dehors, The Hyènes, Verdure). En 2022, le groupe "The Hyènes" enregistre Krakatoa Unplugged Sessions, toujours sur le label Upton Park.

## Membres
- Vincent Bosler - guitare, chant
- Denis Barthe - batterie, chant
- Olivier Mathios - basse

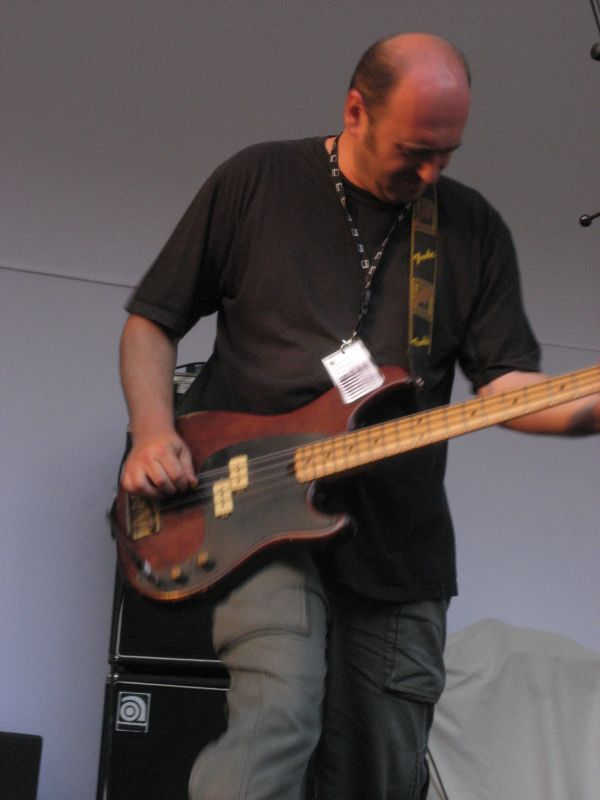
Olivier Mathios.

- Jean-Paul Roy - guitare (départ du groupe fin 2018)
- Luc Robène - guitare (débute dans le groupe en janvier 2019)
- Guillaume Schmidt - Saxophones ténor, baryton, Rhodes (débute dans le groupe en 2021).

## Discographie

### Albums studio
- 2009 : The Hyènes
- 2012 : Peace and Loud
- 2020 : Verdure
- 2022 : Krakatoa Unplugged Sessions

### Bandes-son
- 2006 : Enfermés dehors (avec Ramon Pipin et L'Occidentale de Fanfare)
- 2014 : Au vent mauvais (BD-concert à partir de la bande dessinée éponyme de Thierry Murat et Rascal)[7]

### Participations
- 2006 :  Putain de toi (reprise avec Olivia Ruiz du titre Putain de toi)